# فیورتا دلفی
فیورتا دلفی (ایتالیایی: Fioretta Dolfi؛ ‏ ۱۹ اکتبر ۱۹۲۰) بازیگر اهل ایتالیا بود.
از فیلم‌ها یا مجموعه‌های تلویزیونی که وی در آن‌ها نقش داشته است، می‌توان به «ماجراهای آنابلا» اشاره نمود.